# نهجية شمالية
النهجية الشمالية هي صورة من صور النهجية الموجودة في الفنون البصرية شمال جبال الألب في القرن السادس عشر وفي بدايات القرن السابع عشر. وجدت أساليب متنوعة مشتقة من النهجية الإيطالية في هولندا وغيرها من الأماكن منذ ما يقرب من منتصف القرن، وخصوصًا الزخارف النهجية في العمارة؛ يركز هذا المقال على هذه الأوقات والأماكن حيث ولَّدت النهجية الشمالية أكثر أعمالها أصالةً وتميزًا.
كانت المراكز الأساسية الثلاثة لهذا الأسلوب في فرنسا، تحديدًا في الفترة ما بين 1530-50، وفي براغ منذ 1576، وفي هولندا منذ الثمانينيات من القرن السادس عشر -كانت أول مرحلتين تحت قيادة الرعاية الملكية. في آخر خمسة عشر عامًا من القرن، انتشر عبر شمال أوروبا الأسلوب الذي كان أصبح حينها عتيق الطراز في إيطاليا، انتشرت بشكل كبير من خلال المطبوعات. مال هذا الأسلوب في الرسم إلى الانحدار سريعًا في القرن الجديد، بسبب التأثير الجديد لكارافاجيو والحقبة المبكرة من عصر الباروك، لكن تأثيره استمر أكثر في العمارة والفنون الزخرفية.

## خلفية عامة

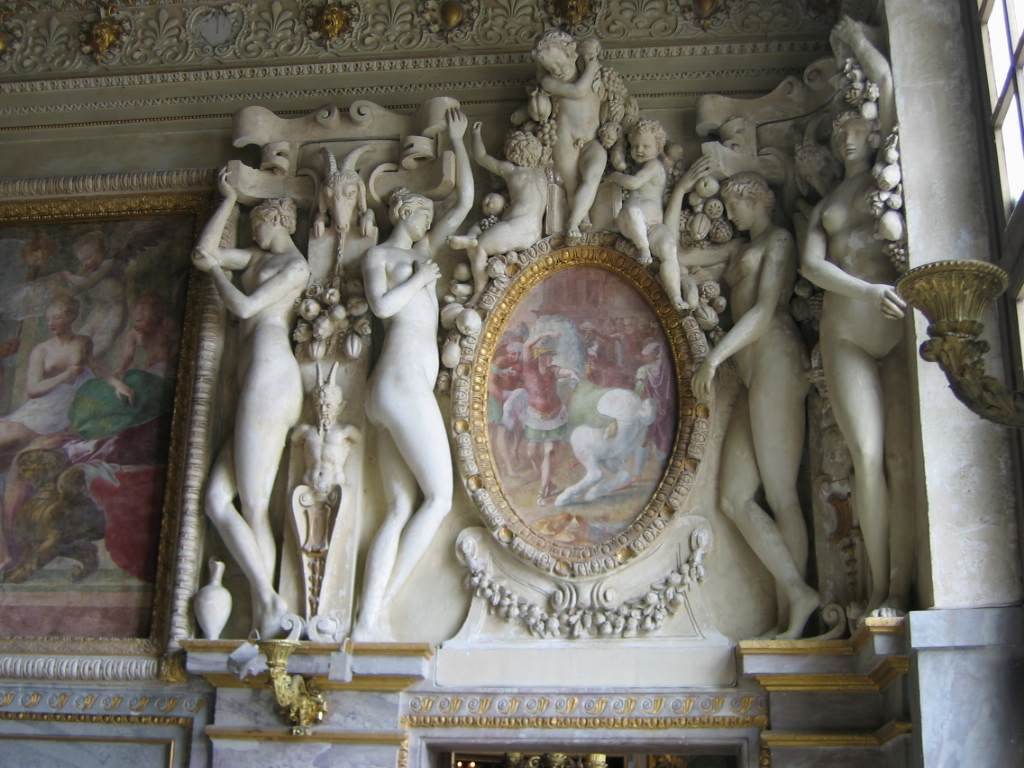
درج الملك

بدأ الفن المتطور للنهجية الإيطالية أثناء النهضة العليا في العشرينيات من القرن السادس عشر كتطوير لانتصارات هذا الأسلوب المتوازنة وكرد فعل ضدها وكمحاولة لإتقانها. يفسر المؤرخ الفني هنري زيرنر: «يصنع مفهوم النهجية -شديد الأهمية للنقد الحديث وخاصة للذوق المتجدد لفن فونتينبلو- أسلوبًا مقابلًا لكلاسيكية النهضة الإيطالية المجسدة بواسطة أندريه ديل سارتو قبل الجميع في فلورنس ورافايل في روما».
كانت النهضة العليا ظاهرة إيطالية بحتة، وتطلبت النهجية الإيطالية فنانين وجماهير، كلٌّ مدرب بعناية على أساليب النهضة السابقة، التي غالبًا ما كان يُستهان بها بطريقة معروفة. كان يصعب أن يوجد في شمال أوروبا مثل هؤلاء الفنانين أو الجماهير. ظل الأسلوب السائد هو الأسلوب القوطي، وتكونت تركيبات مختلفة من هذا الطراز وغيره من الأساليب الإيطالية في العقود الأولى من القرن السادس عشر بواسطة فنانين ذوي وعي شامل أكبر مثل ألبرخت دورر وهانز بورغكمير وآخرين في ألمانيا، والمدرسة ذات الاسم المضلل: نهجية أنتويرب، وهي في الواقع لا تتعلق بالنهجية الإيطالية بل تسبقها. تأثرت المدرسة الرومانية أكثر بفن عصر النهضة العليا الإيطالي وبأوجه النهجية، وسافر كثير من أنصارها البارزين إلى إيطاليا. كان الرسم الهولندي هو الأكثر تطورًا في شمال أوروبا قبل 1400، وكان أفضل الفنانين الهولنديين أكثر قدرة على مواكبة التطورات الإيطالية من أولئك من المناطق الأخرى، بالرغم من انعزالهم بسبب البعد.
اشتدت حدة المشكلة في كل جيل من الأجيال الموالية من الفنانين، إذ استمرت الكثير من الأعمال الشمالية في استيعاب أوجه من أسلوب النهضة، بينما تصاعد الفن الإيطالي المتطور في جو من تطوير الوعي الذاتي والتعقيد، ولابد أنه بدا مختلفًا جدًا بغض النظر عن الرعاة والفنانين الشماليين، لكنه تمتع بصيت وهيبة لا يمكن تجاهلهما.

## فرنسا
تشربت فرنسا الأسلوب الإيطالي بشكل مباشر على هيئة مدرسة فونتينبلو، حيث استُؤجر عدة فنانين فلورنسيين ماهرين منذ 1530 كي يزينوا قصر فونتينبلو الملكي، بالإضافة إلى بعض المساعدين الفرنسيين. كان أشهر الواردين روسو فيورينتينو (جيوفاني باتيستا دي ياكوبو دي غاسبار، 1494-1540)، وفرنسيسكو بريماتيتشيو (1505-1570)، ونيقولا دل أبيات (1509-1571)، ظل ثلاثتهم في فرنسا حتى وفاتهم. نجح هذا الدمج في توليد أسلوب فرنسي أصلي بعناصر نهجية قوية كانت قادرة حينها على التطور بصورة كبيرة من تلقاء نفسها. على سبيل المثال، قدم جان كوزين الأكبر لوحات مثل إيفا بريما باندورا وتشاريتي التي كانت تحتوي على أجساد عارية ممتدة متلوية يتضح أنها رُسمت بناءً على المبادئ الفنية لمدرسة فونتينبلو.

## معرض صور

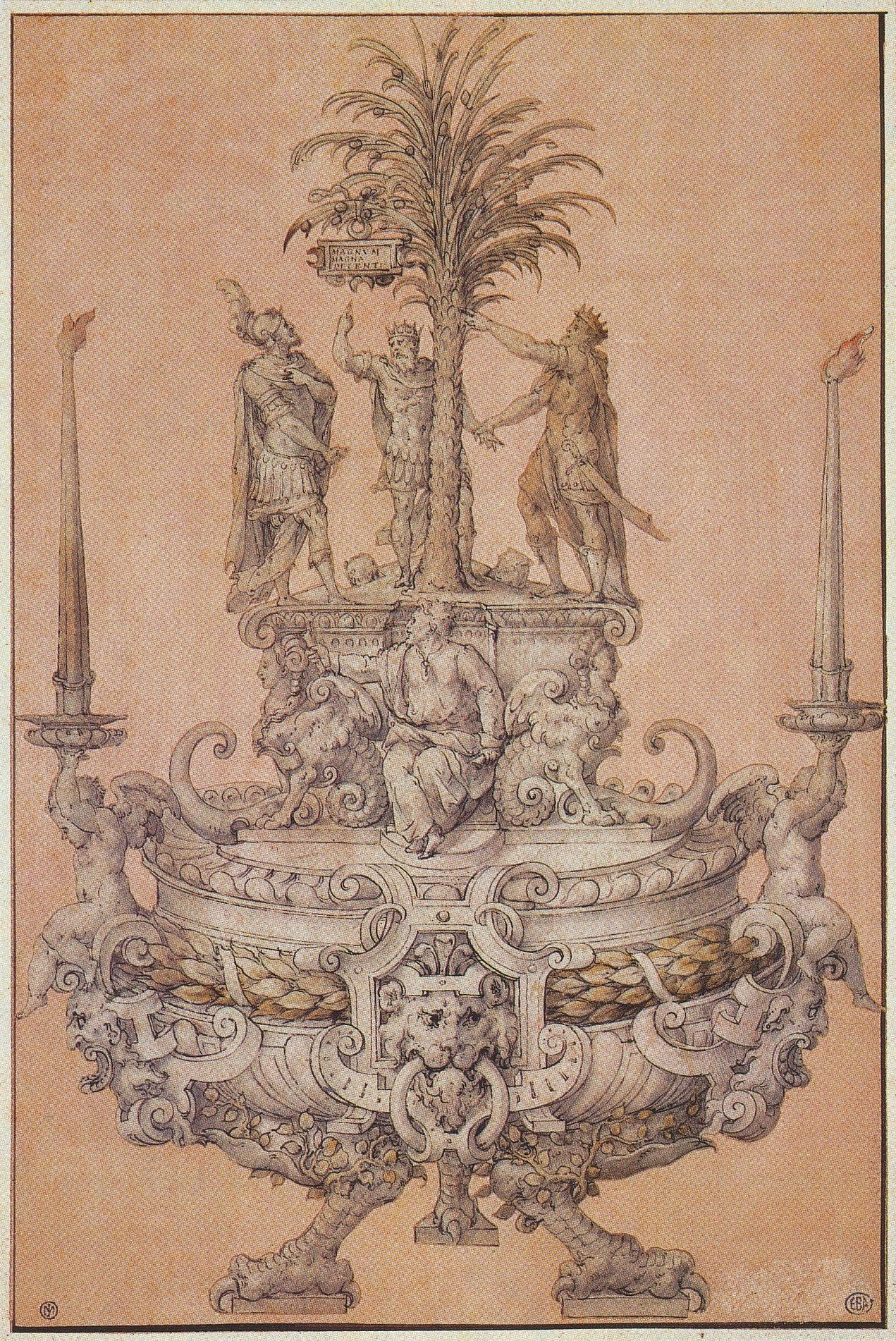
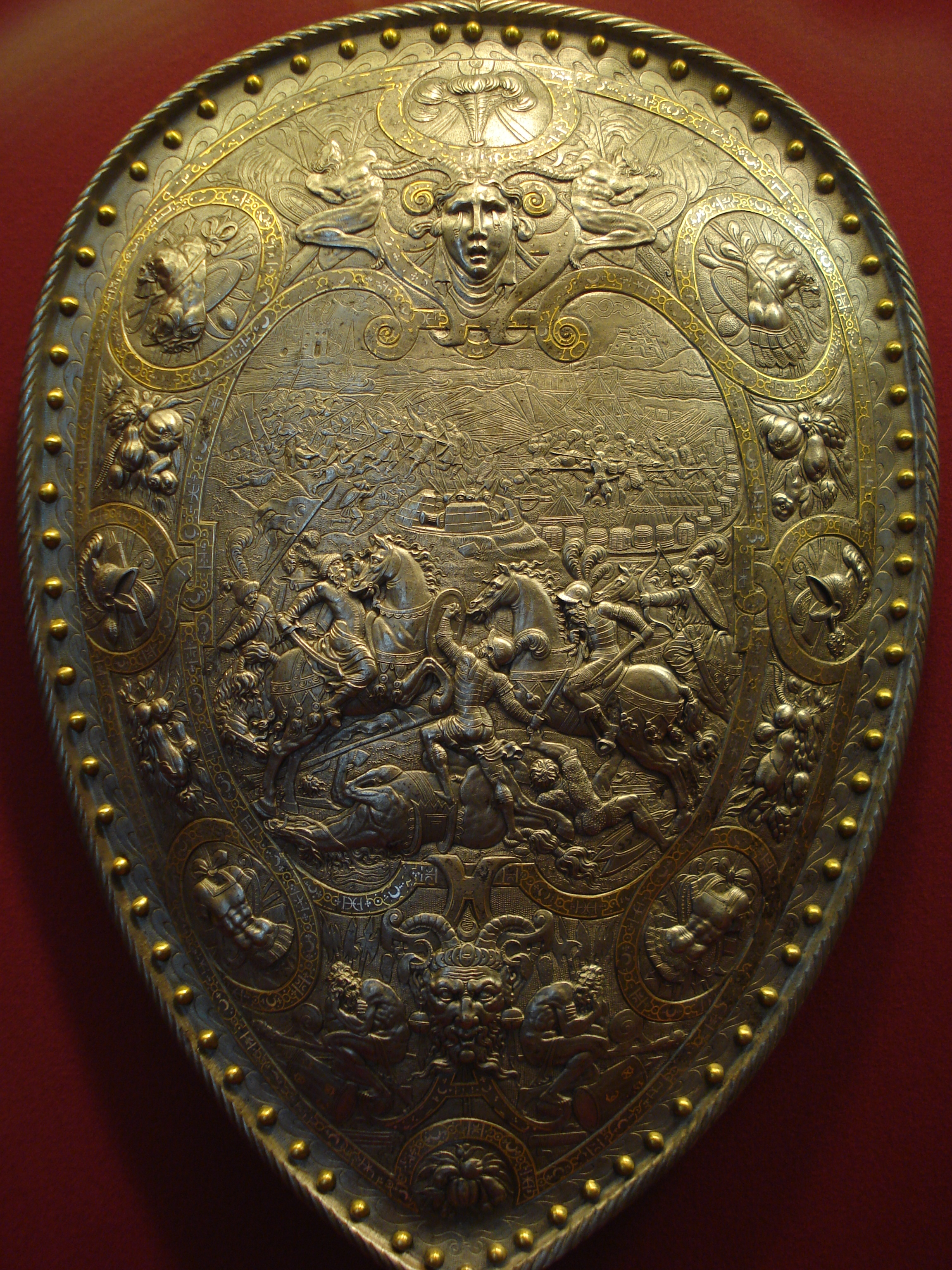
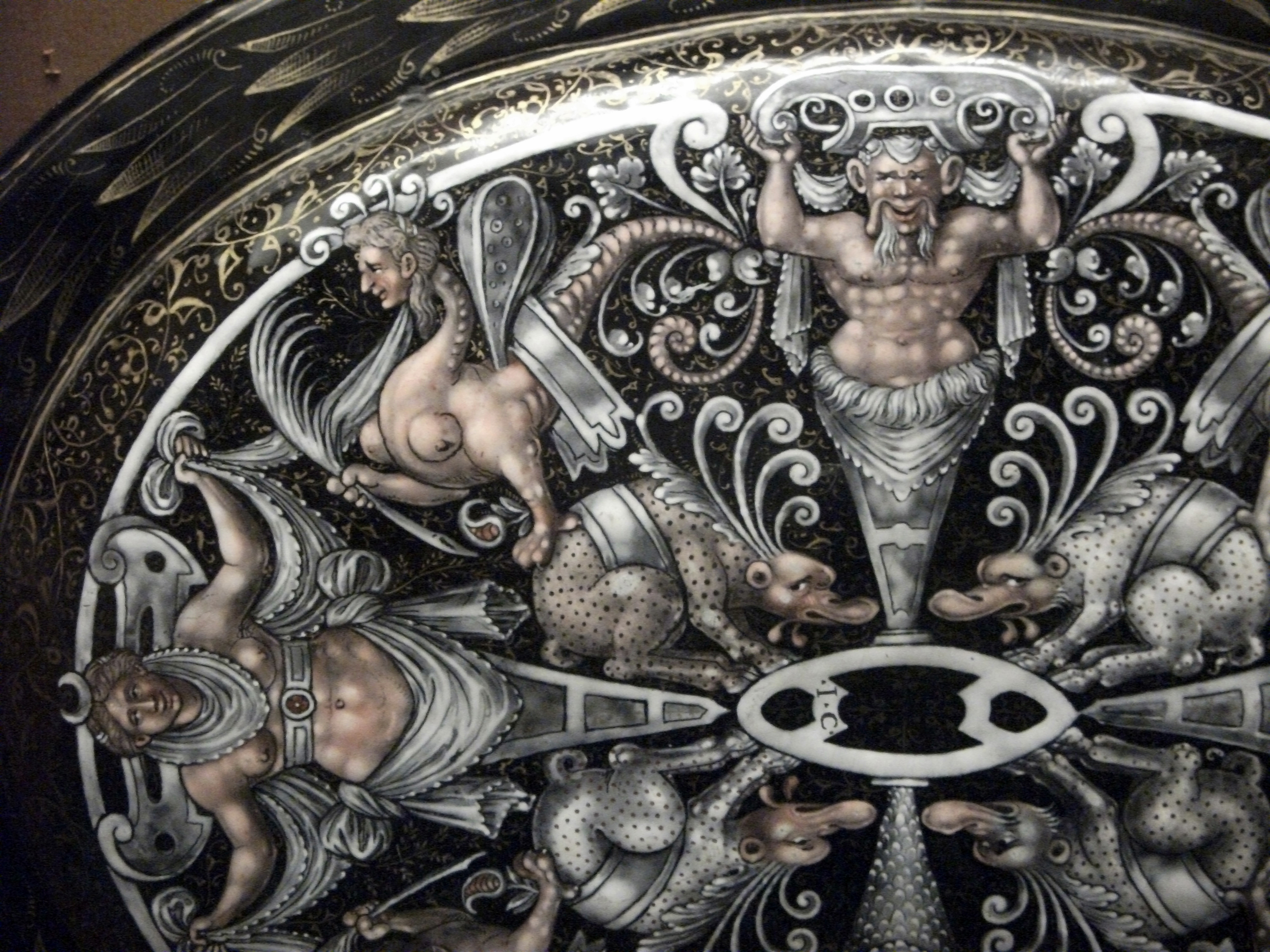
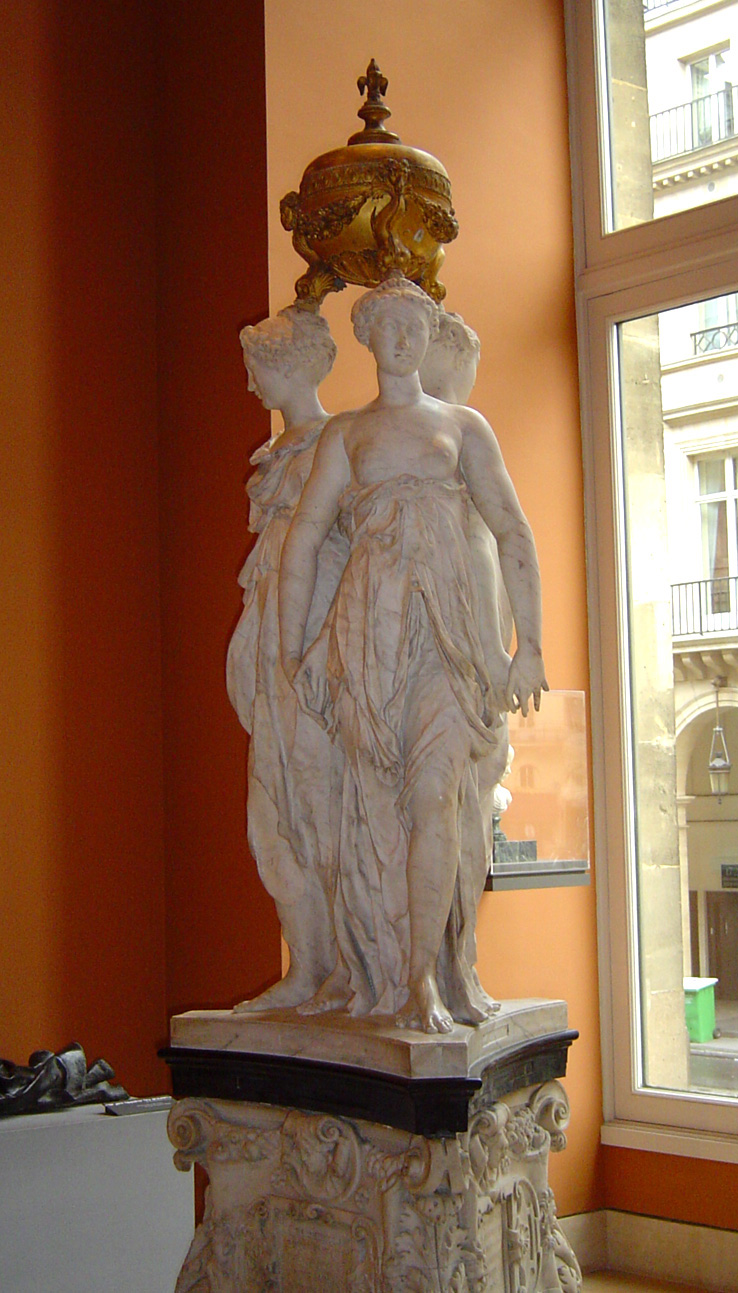
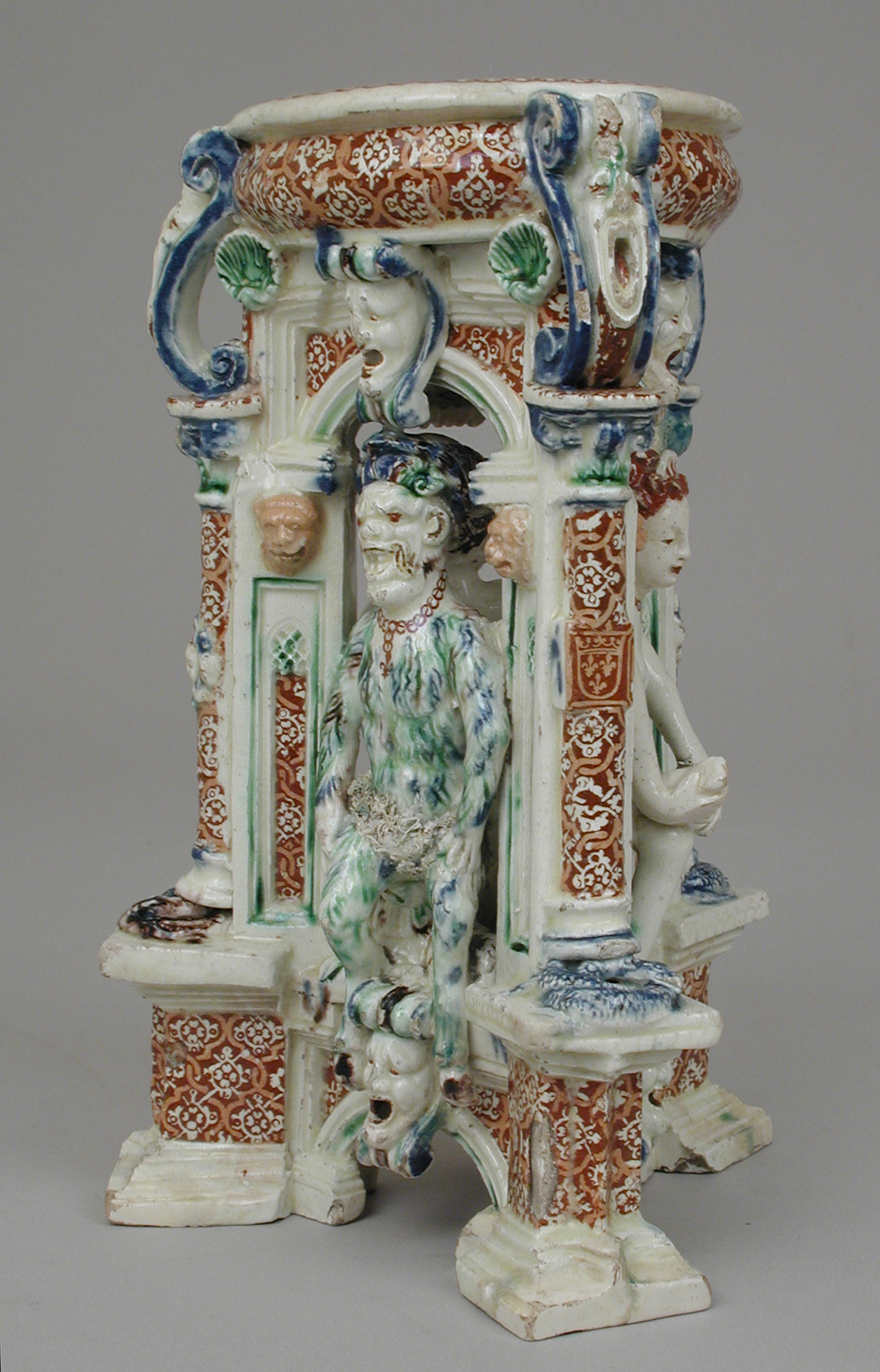